# Torneo de las Cinco Naciones 1924

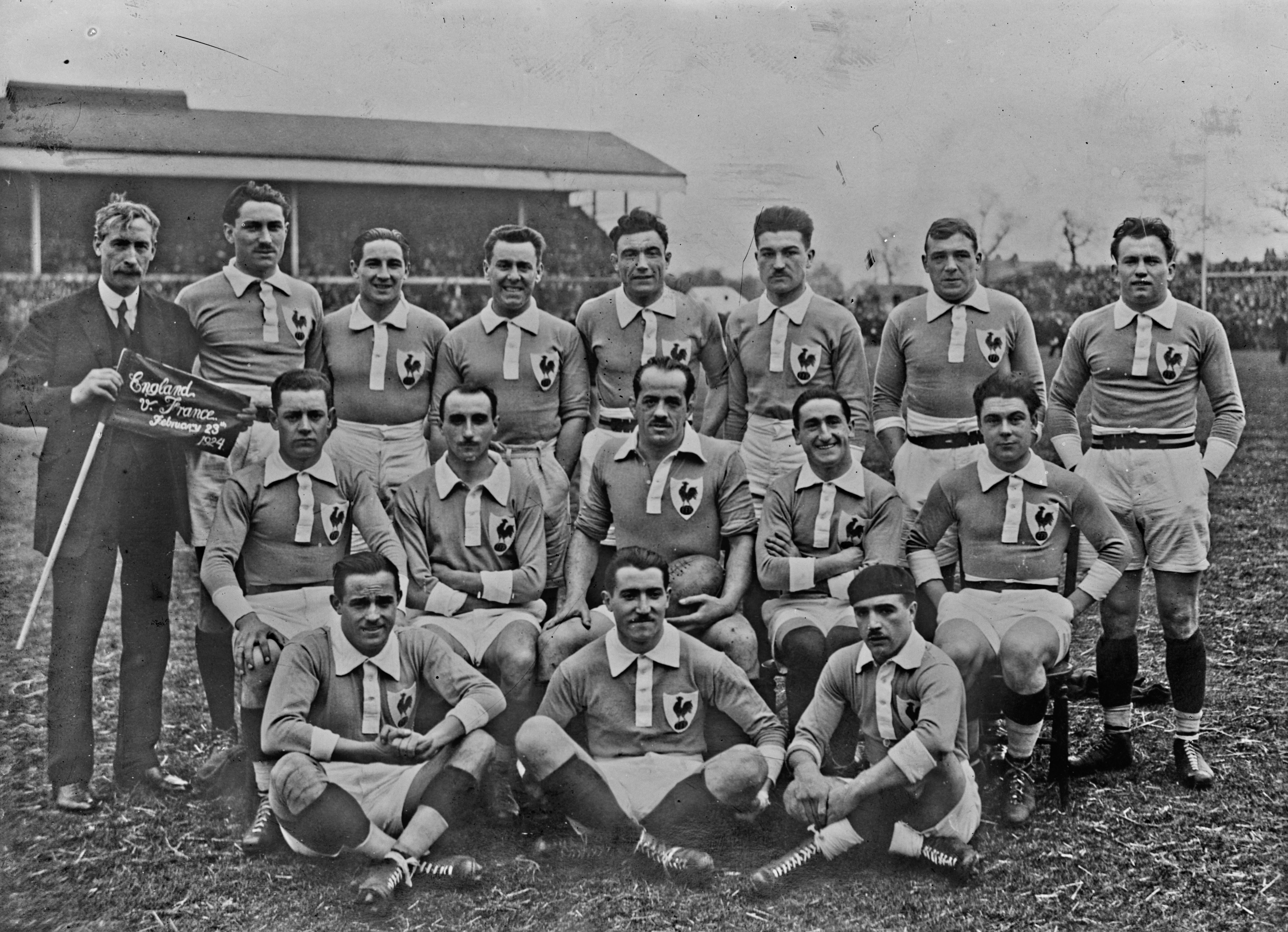
fotografías de grupo de la selección nacional de rugby de Francia

El Torneo de las Cinco Naciones de 1924 (Five Nations Championship 1924) fue la 37° edición del principal Torneo de rugby del Hemisferio Norte.
El campeón del torneo fue la selección de Inglaterra.

## Clasificación
| Lugar | Selección  | Partidos | Partidos | Partidos  | Partidos | Puntos  | Puntos    | Puntos | Tabla de puntos |
| Lugar | Selección  | Jugados  | Ganados  | Empatados | Perdidos | A favor | En contra | dif.   | Tabla de puntos |
| ----- | ---------- | -------- | -------- | --------- | -------- | ------- | --------- | ------ | --------------- |
| 1     | Inglaterra | 4        | 4        | 0         | 0        | 69      | 19        | +50    | 8               |
| 2     | Escocia    | 4        | 2        | 0         | 2        | 58      | 49        | +9     | 4               |
| 3     | Irlanda    | 4        | 2        | 0         | 2        | 30      | 37        | -7     | 4               |
| 4     | Francia    | 4        | 1        | 0         | 3        | 25      | 45        | -20    | 2               |
| 5     | Gales      | 4        | 1        | 0         | 3        | 39      | 71        | -32    | 2               |

## Resultados
| 1 de enero | Francia | 12 - 10 | Escocia | París, |  |

| 19 de enero | Gales | 9 - 17 | Inglaterra | Swansea, |  |

| 26 de enero | Irlanda | 6 - 0 | Francia | Dublín, |  |

| 2 de febrero | Escocia | 35 - 10 | Gales | Edimburgo, |  |

| 9 de febrero | Irlanda | 3 - 14 | Inglaterra | Belfast, |  |

| 23 de febrero | Inglaterra | 19 - 7 | Francia | Twickenham, |  |

| 23 de febrero | Escocia | 13 - 8 | Irlanda | Edimburgo, |  |

| 8 de marzo | Gales | 10 - 13 | Irlanda | Cardiff, |  |

| 15 de marzo | Inglaterra | 19 - 0 | Escocia | Londres, |  |

| 27 de marzo | Francia | 6 - 10 | Gales | París, |  |

## Premios especiales
- Grand Slam:  Inglaterra
- Triple Corona:  Inglaterra
- Copa Calcuta:  Inglaterra